# Portugal aux Jeux olympiques d'été de 2012
Le Portugal participe aux Jeux olympiques d'été de 2012 à Londres au Royaume-Uni du 27 juillet au 12 août 2012. Il s'agit de sa 23e participation à des Jeux olympiques d'été.

## Cérémonies d'ouverture et de clôture
Le Portugal est la 149e délégation, après la Pologne et avant Porto Rico, à entrer dans le stade olympique de Londres au cours du défilé des nations durant la cérémonie d'ouverture. Le porte-drapeau de la délégation est la judokate Telma Monteiro.
Les délégations défilent mélangées lors de la cérémonie de clôture à la suite du passage de l'ensemble des porte-drapeaux des nations participantes. Le drapeau portugais est porté cette fois-ci par le kayakiste Fernando Pimenta.

## Médaillés

### Médailles d'or
| Sport              | Discipline | Athlète(s) | Performance | Date |
| Médailles d'or : 0 |            |            |             |      |

### Médailles d'argent
| Sport                  | Discipline            | Athlète(s)                     | Performance | Date        |
| Médailles d'argent : 1 |                       |                                |             |             |
| Canoë-kayak            | K2 1000 mètres hommes | Fernando Pimenta Emanuel Silva | 3:09.699    | 8 août 2012 |

### Médailles de bronze
| Sport                   | Discipline | Athlète(s) | Performance | Date |
| Médailles de bronze : 0 |            |            |             |      |

## Athlétisme
Hommes
- João Almeida (110 mètres haies)
- Arnaldo Abrantes (200 mètres)
- Marcos Chuva (saut en longueur)
- Marco Fortes (lancer du poids)
- Edi Maia (saut à la perche)
- Jorge Paula (400 mètres haies)
- Alberto Paulo (3000 mètres steeple)
- Rui Pedro Silva (marathon)
- João Vieira (50 kilomètres marche)

Femmes
- Jéssica Augusto (marathon)
- Vera Barbosa (400 mètres haies)
- Marisa Barros (marathon)
- Ana Cabecinha (20 kilomètres marche)
- Clarisse Cruz (3000 mètres steeple)
- Dulce Félix (10000 mètres, marathon)
- Inês Henriques (20 kilomètres marche)
- Patrícia Mamona (triple saut)
- Sara Moreira (5000 mètres, 10000 mètres)
- Irina Rodrigues (lancer du disque)
- Vera Santos (20 kilomètres marche)
- Vânia Silva (lancer du marteau)
- Maria Eleonor Tavares (saut à la perche)

## Aviron
Pedro Fraga et Nuno Mendes participent au deux de couple poids légers homme.
Hommes
| Athlète                 | Compétition                 | Séries | Séries | Repêchage | Repêchage | Quarts de finale | Quarts de finale | Demi-finales | Demi-finales | Finales | Finales |
| Athlète                 | Compétition                 | Temps  | Rang   | Temps     | Rang      | Temps            | Rang             | Temps        | Rang         | Temps   | Rang    |
| ----------------------- | --------------------------- | ------ | ------ | --------- | --------- | ---------------- | ---------------- | ------------ | ------------ | ------- | ------- |
| Pedro Fraga Nuno Mendes | Deux de couple poids légers |        |        |           |           | NC               | NC               |              |              |         |         |

## Badminton
Pedro Martins (en) participe au simple messieurs et Telma Santos au simple dames.
| Athlète            | Compétition      | Phase de groupe  | Phase de groupe  | Phase de groupe  | Phase de groupe | 8e de finale     | Quarts de finale | Demi-finales     | Finale           | Finale |
| Athlète            | Compétition      | Adversaire Score | Adversaire Score | Adversaire Score | Rang            | Adversaire Score | Adversaire Score | Adversaire Score | Adversaire Score | Rang   |
| ------------------ | ---------------- | ---------------- | ---------------- | ---------------- | --------------- | ---------------- | ---------------- | ---------------- | ---------------- | ------ |
| Pedro Martins (en) | Simple messieurs |                  |                  |                  |                 |                  |                  |                  |                  |        |
| Telma Santos       | Simple dames     |                  |                  |                  |                 |                  |                  |                  |                  |        |

## Canoë-kayak

### Course en ligne
Le Portugal a qualifié des bateaux pour les épreuves suivantes :
Hommes
- K-2 1000 mètres : Fernando Pimenta et Emanuel Silva

Femmes
- K-1 200 mètres et K-1 500 mètres : Teresa Portela
- K-2 500 mètres : Beatriz Gomes et Joana Vasconcelos
- K-4 500 mètres : Beatriz Gomes, Teresa Portela, Helena Rodrigues et Joana Vasconcelos

## Cyclisme

### Cyclisme sur route
Manuel António Cardoso et Rui Costa sont sélectionnés pour la course en ligne, Nélson Oliveira double course en ligne et contre-la-montre.
| Athlète         | Compétition             | Temps    | Rang |
| --------------- | ----------------------- | -------- | ---- |
| Manuel Cardoso  | Course en ligne hommes  | 5:46.37  | 49e  |
| Rui Costa       | Course en ligne hommes  | 5:46.05  | 13e  |
| Nélson Oliveira | Course en ligne hommes  | 5:46.37  | 69e  |
| Nélson Oliveira | Contre-la-montre hommes | 54:41.57 | 18e  |

### VTT
David Rosa participe à la course masculine de cross-country VTT.
| Athlète    | Compétition              | Temps | Rang |
| ---------- | ------------------------ | ----- | ---- |
| David Rosa | Cross-country VTT hommes |       |      |

## Équitation

### Dressage
| Athlète          | Cheval | Compétition | 1er tour | 1er tour | 2e tour | 2e tour | 2e tour     | 2e tour | Finale | Finale | Finale      | Finale |
| Athlète          | Cheval | Compétition | Score    | Rang     | Score   | Rang    | Score total | Rang    | Score  | Rang   | Score total | Rang   |
| ---------------- | ------ | ----------- | -------- | -------- | ------- | ------- | ----------- | ------- | ------ | ------ | ----------- | ------ |
| Gonçalo Carvalho | Rubi   | Individuel  |          |          |         |         |             |         |        |        |             |        |

### Saut d'obstacles
| Athlète       | Cheval | Compétition | Qualification | Qualification | Qualification | Qualification | Qualification | Qualification | Qualification | Qualification | Finale    | Finale   | Finale    | Finale   | Finale   | Total     | Total |
| Athlète       | Cheval | Compétition | 1er tour      | 1er tour      | 2e tour       | 2e tour       | 2e tour       | 3e tour       | 3e tour       | 3e tour       | Finale A  | Finale A | Finale B  | Finale B | Finale B | Total     | Total |
| Athlète       | Cheval | Compétition | Pénalités     | Rang          | Pénalités     | Total         | Rang          | Pénalités     | Total         | Rang          | Pénalités | Rang     | Pénalités | Total    | Rang     | Pénalités | Rang  |
| ------------- | ------ | ----------- | ------------- | ------------- | ------------- | ------------- | ------------- | ------------- | ------------- | ------------- | --------- | -------- | --------- | -------- | -------- | --------- | ----- |
| Luciana Diniz | Lennox | Individuel  |               |               |               |               |               |               |               |               |           |          |           |          |          |           |       |

## Gymnastique

### Artistique
Hommes
| Athlète       | Compétition | Appareils | Appareils | Appareils | Appareils | Appareils | Appareils | Qualification | Qualification | Appareils | Appareils | Appareils | Appareils | Appareils | Appareils | Finale | Finale |
| Athlète       | Compétition | S         | CA        | A         | SC        | BP        | BF        | Total         | Rang          | S         | CA        | A         | SC        | BP        | BF        | Total  | Rang   |
| ------------- | ----------- | --------- | --------- | --------- | --------- | --------- | --------- | ------------- | ------------- | --------- | --------- | --------- | --------- | --------- | --------- | ------ | ------ |
| Manuel Campos | Individuel  |           |           |           |           |           |           |               |               |           |           |           |           |           |           |        |        |

Femmes
| Athlète  | Compétition | Appareils | Appareils | Appareils | Appareils | Qualification | Qualification | Appareils | Appareils | Appareils | Appareils | Finale | Finale |
| Athlète  | Compétition | S         | SC        | BA        | P         | Total         | Rang          | S         | SC        | BA        | P         | Total  | Rang   |
| -------- | ----------- | --------- | --------- | --------- | --------- | ------------- | ------------- | --------- | --------- | --------- | --------- | ------ | ------ |
| Zoi Lima | Individuel  |           |           |           |           |               |               |           |           |           |           |        |        |

### Trampoline
| Athlète         | Compétition | Séries | Séries | Finale | Finale |
| Athlète         | Compétition | Score  | Rang   | Score  | Rang   |
| --------------- | ----------- | ------ | ------ | ------ | ------ |
| Diogo Ganchinho | Hommes      |        |        |        |        |
| Ana Rente       | Femmes      |        |        |        |        |

## Judo
João Pina participe dans la catégorie des moins de 73 kg. Chez les femmes, Joana Ramos est sélectionnée dans les moins de 52 kg, Telma Monteiro dans les moins de 57 kg et Yahima Ramirez dans les moins de 78 kg.
| Athlète        | Compétition           | 1/32 de finale      | 1/16 de finale      | 1/8 de finale       | Quarts de finale    | Demi-finales        | Repêchage 1         | Repêchage 2         | Finale              | Finale |
| Athlète        | Compétition           | Adversaire Résultat | Adversaire Résultat | Adversaire Résultat | Adversaire Résultat | Adversaire Résultat | Adversaire Résultat | Adversaire Résultat | Adversaire Résultat | Rang   |
| -------------- | --------------------- | ------------------- | ------------------- | ------------------- | ------------------- | ------------------- | ------------------- | ------------------- | ------------------- | ------ |
| João Pina      | Moins de 73 kg hommes |                     |                     |                     |                     |                     |                     |                     |                     |        |
| Joana Ramos    | Moins de 52 kg femmes | NC                  |                     |                     |                     |                     |                     |                     |                     |        |
| Telma Monteiro | Moins de 57 kg femmes | NC                  |                     |                     |                     |                     |                     |                     |                     |        |
| Yahima Ramirez | Moins de 78 kg femmes | NC                  |                     |                     |                     |                     |                     |                     |                     |        |

## Natation
Hommes
- Carlos Almeida (100 mètres brasse)
- Diogo Carvalho (200 mètres quatre nages)
- Arseniy Lavrentyev (10 kilomètres en eau libre)
- Simão Morgado (100 mètres papillon)
- Pedro Oliveira (200 mètres dos, 200 mètres papillon)
- Tiago Venâncio (200 mètres nage libre)

Femmes
- Sara Oliveira (100 mètres et 200 mètres papillon)
- Ana Rodrigues (en) (100 mètres brasse)

## Tennis de table
Hommes
| Athlète                                     | Compétition | Tour préliminaire | 1er tour         | 2e tour          | 3e tour          | 4e tour          | Quarts de finale | Demi-finales     | Finale           | Finale |
| Athlète                                     | Compétition | Adversaire Score  | Adversaire Score | Adversaire Score | Adversaire Score | Adversaire Score | Adversaire Score | Adversaire Score | Adversaire Score | Rang   |
| ------------------------------------------- | ----------- | ----------------- | ---------------- | ---------------- | ---------------- | ---------------- | ---------------- | ---------------- | ---------------- | ------ |
| Marcos Freitas                              | Simple      |                   |                  |                  |                  |                  |                  |                  |                  |        |
| João Monteiro                               | Simple      |                   |                  |                  |                  |                  |                  |                  |                  |        |
| Tiago Apolónia Marcos Freitas João Monteiro | Par équipes | NC                |                  | NC               | NC               | NC               |                  |                  |                  |        |

Femmes
| Athlète          | Compétition | Tour préliminaire | 1er tour         | 2e tour          | 3e tour          | 4e tour          | Quarts de finale | Demi-finales     | Finale           | Finale |
| Athlète          | Compétition | Adversaire Score  | Adversaire Score | Adversaire Score | Adversaire Score | Adversaire Score | Adversaire Score | Adversaire Score | Adversaire Score | Rang   |
| ---------------- | ----------- | ----------------- | ---------------- | ---------------- | ---------------- | ---------------- | ---------------- | ---------------- | ---------------- | ------ |
| Lei Huang Mendes | Simple      |                   |                  |                  |                  |                  |                  |                  |                  |        |

## Tir
João Costa participe au 10 mètres pistolet à air et au 50 mètres pistolet.
Joana Castelão participe au 10 mètres pistolet à air et au 25 mètres pistolet.
Hommes
| Athlète    | Compétition                  | Qualification | Qualification | Finale | Finale |
| Athlète    | Compétition                  | Points        | Rang          | Points | Rang   |
| ---------- | ---------------------------- | ------------- | ------------- | ------ | ------ |
| João Costa | Pistolet à 10 m air comprimé | 583           | 8e            | 682.3  | 7e     |
| João Costa | Pistolet à 50 m              | 559           | 9e            | NC     | NC     |

Femmes
| Athlète        | Compétition                  | Qualification | Qualification | Finale | Finale |
| Athlète        | Compétition                  | Points        | Rang          | Points | Rang   |
| -------------- | ---------------------------- | ------------- | ------------- | ------ | ------ |
| Joana Castelão | Pistolet à 10 m air comprimé | 381           | 15e           | NC     | NC     |
| Joana Castelão | Pistolet à 25 m              | 571           | 33e           | NC     | NC     |

## Triathlon
Bruno Pais et João Silva participent à l'épreuve masculine.